# Cucho Hernández
Juan Camilo Hernández Suárez (* 20. dubna 1999 Pereira), známý jako Cucho Hernández, je kolumbijský profesionální fotbalista, který hraje na pozici útočníka či křídelníka za americký klub Columbus Crew SC a za kolumbijský národní tým.

## Klubová kariéra

### América de Cali
V září 2016 podepsal Cucho smlouvu se španělským klubem Granada CF a na začátku roku 2017 odešel na hostování do kolumbijského klubu América de Cali. V nejvyšší soutěži debutoval 23. února, když nastoupil do druhého poločasu zápasu proti Jaguares de Córdoba. Svůj první gól v dresu Américy de Cali vstřelil 3. června, když vstřelil jedinou branku utkání proti Deportivo Pasto.

### Watford
Poté, co před začátkem sezóny 2017/18 odkoupil Granadu čínský podnikatel Jiang Lizhang, se Cucho přesunul do anglického celku Watford FC, který byl vlastněn bývalým majitelem španělského celku Ginem Pozzem.

#### Hostování ve Španělsku
Dne 8. července 2017 odešel Cucho na roční hostování do španělského druholigového celku SD Huesca. V sezóně 2017/18 vstřelil 16 ligových branek a výrazně tak pomohl klubu k historicky prvnímu postupu do La Ligy.
Dne 4. června 2018 bylo jeho hostování prodlouženo o další sezónu. Svého debutu ve španělské nejvyšší soutěži se dočkal 19. srpna při výhře 2:1 nad SD Eibar. Cucho vstřelil svůj první gól v La Lize 2. září, když otevřel skóre v zápase proti FC Barcelona, který skončil drtivou porážkou Huescy 2:8. V sezóně 2018/19 vstřelil 4 branky ve 34 zápasech a neodvrátil sestup Huescy zpátky do Segunda División.
Dne 26. srpna 2019 prodloužil Cuhco svoji smlouvu s Watfordem a odešel na další roční hostování do Španělska, tentokráte posílil prvoligovou Mallorku.
Dne 14. srpna 2020, poté co Mallorka sestoupila do Segunda Division, se Cucho přesunul na hostování do jiného španělského celku, když posílil madridské Getafe CF.

#### Návrat do Watfordu
Dne 14. srpna 2021 Cucho skóroval při svém debutu v dresu Watfordu, a to když přispěl k ligové výhře 3:2 nad Aston Villou. V zápase 28. kola, v londýnském derby proti Arsenalu, nejprve vyrovnal na 1:1, když vystřihl ukázkové nůžky a trefil se přesně k tyči a ke konci zápasu ještě asistoval na branku Moussy Sissoka, nicméně Watford zápas prohrál 2:3.

## Reprezentační kariéra
Cucho byl poprvé povolán do kolumbijské reprezentace v říjnu 2018, a to na přátelské zápasy proti USA a Kostarice. Debutoval 17. října v zápase proti Kostarice, když v 72. minutě vystřídal Carlose Baccu. Po necelé minutě na hřišti vstřelil svůj první reprezentační gól a v nastaveném čase přidal druhou branku na konečnách 3:1.
Cucho hrál také na Mistrovství světa hráčů do 20 let v roce 2019. V základní skupině dal hattrick do sítě Tahiti, pomohl k výhře 6:0 a k postupu do osmifinále turnaje.

## Osobní život
Hernández, narozený v kolumbijském městě Pereira, dostal přezdívku Cucho od svého otce již v dětství (podle argentinského fotbalisty Estebana Cambiassa, který měl také přezdívku Cucho).

## Statistiky

### Klubové
K 13. březnu 2022
| Klub                    | Sezóna  | Liga                | Liga   | Liga | Národní pohár | Národní pohár | Ligový pohár | Ligový pohár | Celkem | Celkem |
| Klub                    | Sezóna  | Liga                | Zápasy | Góly | Zápasy        | Góly          | Zápasy       | Góly         | Zápasy | Góly   |
| ----------------------- | ------- | ------------------- | ------ | ---- | ------------- | ------------- | ------------ | ------------ | ------ | ------ |
| Deportivo Pereira       | 2015    | Categoría Primera B | 22     | 3    | 1             | 0             | —            | —            | 23     | 3      |
| Deportivo Pereira       | 2016    | Categoría Primera B | 33     | 20   | 1             | 0             | —            | —            | 34     | 20     |
| Deportivo Pereira       | Celkem  | Celkem              | 55     | 23   | 2             | 0             | 0            | 0            | 57     | 23     |
| Watford                 | 2017/18 | Premier League      | 0      | 0    | 0             | 0             | 0            | 0            | 0      | 0      |
| Watford                 | 2018/19 | Premier League      | 0      | 0    | 0             | 0             | 0            | 0            | 0      | 0      |
| Watford                 | 2019/20 | Premier League      | 0      | 0    | 0             | 0             | 0            | 0            | 0      | 0      |
| Watford                 | 2020/21 | Championship        | 0      | 0    | 0             | 0             | 0            | 0            | 0      | 0      |
| Watford                 | 2021/22 | Premier League      | 21     | 3    | 1             | 0             | 2            | 1            | 24     | 3      |
| Watford                 | Celkem  | Celkem              | 21     | 3    | 1             | 0             | 2            | 1            | 24     | 3      |
| América de Cali (host.) | 2017    | Categoría Primera A | 17     | 1    | 4             | 3             | —            | —            | 21     | 4      |
| Huesca (host.)          | 2017/18 | Segunda División    | 35     | 16   | 1             | 0             | —            | —            | 36     | 16     |
| Huesca (host.)          | 2018/19 | La Liga             | 34     | 4    | 0             | 0             | —            | —            | 34     | 4      |
| Huesca (host.)          | Celkem  | Celkem              | 69     | 20   | 1             | 0             | 0            | 0            | 70     | 20     |
| Mallorca (host.)        | 2019/20 | La Liga             | 22     | 5    | 2             | 0             | —            | —            | 24     | 5      |
| Getafe (host.)          | 2020/21 | La Liga             | 23     | 2    | 0             | 0             | —            | —            | 23     | 2      |
| Celkem                  | Celkem  | Celkem              | 204    | 53   | 10            | 3             | 2            | 1            | 216    | 57     |

### Reprezentační
K 16. říjnu 2018
| Kolumbie | Kolumbie | Kolumbie |
| Rok      | Zápasy   | Góly     |
| -------- | -------- | -------- |
| 2018     | 1        | 2        |
| Celkem   | 1        | 2        |

#### Reprezentační góly
Skóre a výsledky Kolumbie jsou vždy zapisovány jako první
| Gól | Datum          | Místo                                            | Soupeř    | Skóre | Výsledek | Soutěž          |
| --- | -------------- | ------------------------------------------------ | --------- | ----- | -------- | --------------- |
| 1.  | 16. října 2018 | Red Bull Arena, Harrison, Spojené státy americké | Kostarika | 2:1   | 3:1      | Přátelský zápas |
| 2.  | 16. října 2018 | Red Bull Arena, Harrison, Spojené státy americké | Kostarika | 3:1   | 3:1      | Přátelský zápas |